# Heterachthes viticulus
Heterachthes viticulus är en skalbaggsart som beskrevs av Martins 1970. Heterachthes viticulus ingår i släktet Heterachthes och familjen långhorningar.
Artens utbredningsområde är Honduras. Inga underarter finns listade i Catalogue of Life.